# Carlo Bottiglioni
Carlo Sergio Mario Bottiglioni (Carrara, 10 ottobre 1906 – Malipaci, 6 gennaio 1941) è stato un militare italiano.                                                                                                                          Capitano del Corpo degli alpini, fu decorato con la medaglia d'oro al valor militare alla memoria per il coraggio dimostrato in combattimento durante la Campagna italiana di Grecia.

## Biografia
Nacque nel 1906 a Carrara in Piazza XXVII aprile al civico 37, figlio di Giuseppe e Amalia Placido. Dopo essersi iscritto presso la Facoltà di Fisica dell'Università di Pisa, fu ammesso a frequentare il corso straordinario per Allievi Ufficiali di complemento presso la Scuola di Applicazione d'artiglieria e genio a Torino, da cui uscì con il grado di sottotenente. Nel luglio 1929 ebbe la nomina a tenente ed entrò in servizio permanente effettivo (SPE) nel Regio Esercito.
Prestò servizio nel 3º Reggimento artiglieria alpina fino all’ottobre 1936, passando poi al 60º Reggimento artiglieria della 65ª Divisione fanteria "Granatieri di Savoia" operante in Africa Orientale Italiana. Promosso capitano, dal luglio 1937 passò in servizio presso il II Gruppo someggiato indigeno equipaggiato con gli obici da 65/17.
Rimpatriato alla fine dello stesso anno, entrò in servizio presso il 5º Reggimento artiglieria alpina e nel luglio 1938 partì volontario per la Spagna, al comando dell’11ª batteria del X Gruppo da 75/27 mm.
Durante il conflitto si distinse nella battaglia di Catalogna venendo decorato con una Croce di guerra al valor militare.
Rientrato in Italia nel corso del 1939, ritornò in servizio nel 3º Reggimento artiglieria alpina e il 4 dicembre 1940 partì per il fronte greco-albanese  al comando della 43ª batteria del Gruppo "Val Tagliamento" di Tolmezzo.
Nella piana di Malipaci il 6 gennaio 1941, insieme ad un gruppo di bersaglieri, partì all'attacco di una postazione greca allo scopo di conquistare la posizione al fine di piazzarvi i suoi cannoni. Rimasto ferito venne preso prigioniero, ma poco dopo fu trucidato da alcuni soldati greci che lo pugnalarono barbaramente, e poi gettarono il suo corpo in un burrone. Successivamente recuperata la salma venne inviata in Italia, e fu decretata la concessione della Medaglia d'oro al valor militare alla memoria.

### Annotazioni
1. ↑  Il Gruppo artiglieria alpina "Val Tagliamento" era composto da tre batterie, 41ª 42ª,43ª, un reparto che insieme a tre battaglioni alpini ("Val Tagliamento", "Val Fella", "Val Natisone") formava il 1º Gruppo Alpini "Valle", costituito nell’ottobre 1939 sui resti del Gruppo  "Conegliano" del 3º Reggimento artiglieria alpina.

### Fonti
1. 1 2 3  Bianchi, Cattaneo 2011, p. 254.
2. ↑   Atto di nascita di Carlo Bottiglioni, su familysearch.org.
3. 1 2 3 4 5 6  Bianchi, Cattaneo 2011, p. 255.
4. ↑   BOTTIGLIONI Carlo, Medaglia d'oro al valor militare, su quirinale.it. URL consultato il 17 gennaio 2016.
5. ↑  Registrato alla Corte dei Conti lì 12 gennaio 1942, registro 1, foglio 317.